# Lee Joon-hyuk
Lee Joon-hyuk (en hangul, 이준혁; n. Corea del Sur, 13 de marzo de 1984) es un actor surcoreano.

## Biografía
El 19 de junio de 2012, inició su servicio militar, el cual finalizó el 18 de marzo de 2014.

## Carrera
Es miembro de la agencia "ACE Factory" (에이스팩토리). Previamente formó parte de las agencias "L&Company" de "Signal Entertainment Group Corp." (씨그널엔터테인먼트그룹) y de "Imagine Asia" (anteriormente conocida como "Wellmade Star M " y "Wellmade Yedang").
En 2006, realizó su primera aparición en la industria cuando apareció en el video musical "I Will Wait" de la banda de hip hop Typhonn.
En septiembre de 2007, se unió al elenco recurrente del drama televisivo First Wives' Club, donde dio vida a Han Sun-soo.
En 2008, interpretó a Lee Joon-ki, el exnovio de Joo Joon-young (Song Hye-kyo), en la serie Worlds Within. Ese mismo año, se unió al elenco recurrente de la serie Star's Lover, donde dio vida a Min Jang-soo, el guardaespaldas de Lee Ma-ri (Choi Ji-woo).
En abril de 2009, se unió al elenco recurrente de la serie City Hall, donde interpretó a Ha Soo-in. Ese mismo año, apareció en la película Fortune Salon, donde dio vida a Ho-joon. En octubre del mismo año, se unió al elenco principal de la serie Three Brothers, donde interpretó al oficial de la policía Kim Yi-sang, el hijo más joven de la familia Kim, hasta el final de la serie el 13 de junio del 2010.
El 2 de agosto de 2010, se unió al elenco principal de la serie I Am Legend, donde dio vida a Jang Tae-hyun, hasta el final de la serie el 21 de septiembre del mismo año. El 12 de agosto del mismo año realizó un cameo en la película I Saw the Devil, donde interpretó a un agente de la NIS (Servicio Nacional de Inteligencia de Corea del Sur).
El 25 de mayo de 2011, se unió al elenco principal de la serie City Hunter, donde dio vida a Kim Young-joo, un fiscal inteligente con un fuerte sentido de la justicia y que lucha contra los políticos corruptos de Corea del Sur, hasta el final de la serie el 28 de julio del mismo año. El 2 de octubre del mismo año, junto a Im Jae-bum, Kim Young-ho, Ji Sang-ryul, Nuck Up-shan, Lee Ho-jun y Ha Kwang-hun se unieron al elenco del programa Carried by the Wind, el cual fue un segmento de Sunday Night de la MBC, donde algunas celebridades realizan un viaje a Estados Unidos para aprender sobre música.
El 21 de marzo de 2012, se unió al elenco principal de la serie Man from the Equator, donde interpretó a Lee Jang-il, un famoso fiscal que por codicia y ambición por la fama y fortuna traiciona a su mejor amigo de la infancia Kim Sun-woo (Uhm Tae-woong) por lo que tiene que vivir con su oscuro secreto en solitario, hasta el final de la serie el 24 de mayo del mismo año. Ese mismo año, se unió al elenco principal del drama chino Half a Fairytale, donde dio vida a Du Yu Feng.
En septiembre de 2014, se unió al elenco principal del drama My Spring Days, donde interpretó a Kang Dong-wook.
El 10 de junio de 2017, se unió al elenco principal de la serie Forest of Secrets (también conocida como "Stranger"), donde dio vida a Seo Dong-jae, hasta el final de la primera temporada el 30 de julio del mismo año. En enero de 2020, se anunció que se había unido al elenco de la segunda temporada de la serie donde volvió a dar vida a Dong-jae, hasta el final de la serie el 4 de octubre del mismo año.
El 26 de marzo de 2018, se unió al elenco principal de la serie A Poem a Day, donde interpretó a Ye Jae-wook, un profesor de fisioterapia, hasta el final de la serie. El 4 de junio del mismo año, se unió al elenco principal de la serie Are You Human Too?, donde dio vida al pragmático y realista Ji Young-hoon, el secretario y único amigo de Nam Shin (Seo Kang-joon), hasta el final de la serie el 7 de agosto del mismo año.El 11 de septiembre del mismo año, realizó una aparición especial durante el último episodio de la serie Life, donde interpretó a Park Jin-young.
El 1 de enero de 2019, apareció en la película No Mercy, donde dio vida a Han Jung-woo. El 1 de julio del mismo año, se unió al elenco principal de la serie surcoreana Designated Survivor: 60 Days (también conocida como "60 Days, Designated Survivor"), donde interpretó a Oh Young-seok, un exoficial de la marina y miembro independiente de la Asamblea Nacional que tiene una gran carrera política en ascenso, hasta el final de la serie en agosto del mismo año. La serie es un remake de la serie estadounidense Designated Survivor.
En octubre del mismo año, se unió al elenco recurrente de la serie The Lies Within, donde dio vida a Jeong Sang-hoon, el esposo de Kim Seo-hee (Lee Yoo-young), quien desaparece de forma misteriosa.
El 23 de marzo de 2020, se unió al elenco principal de la serie 365: Repeat the Year (también conocida como "365: A Year of Defying Fate"), donde interpretó a Ji Hyung-joo, un detective de la unidad de crímenes violentos, hasta el final de la serie el 28 de abril del mismo año.
El 30 de abril de 2021, se unió al elenco principal de la serie Dark Hole, donde dio vida a Yoo Tae-han, un antiguo oficial de la policía nativo de Mujishi y conductor de un auto de choque, quien a pesar de tener una personalidad despreocupada y le gusta bromear, tiene un fuerte sentido de la justicia.

## Filmografía

### Series de televisión
| Año        | Título                           | Personaje         | Canal      | Notas                            |                      |
| ---------- | -------------------------------- | ----------------- | ---------- | -------------------------------- | -------------------- |
| 2007       | First Wives' Club                | Han Sun Soo       | SBS        |                                  |                      |
| 2008       | Worlds Within                    | Lee Joon Gi       | KBS2       |                                  |                      |
| 2008       | Star's Lover                     | Min Jang Soo      | SBS        |                                  |                      |
| 2009       | The City Hall                    | Ha Soo In         | SBS        |                                  |                      |
| 2009       | Three Brothers                   | Kim Yi Sang       | KBS2       |                                  |                      |
| 2010       | I Am Legend                      | Jang Tae Hyun     | SBS        |                                  |                      |
| 2010       | Jardín secreto                   | Joon Hyuk         | SBS        | Episodio 8                       |                      |
| 2011       | City Hunter                      | Kim Young Joo     | SBS        |                                  |                      |
| 2012       | Man from the Equator             | Lee Jang Il       | KBS2       |                                  |                      |
| 2012       | Half a Fairytale                 | Du Yu Feng        | Hunan TV   |                                  |                      |
| 2014       | My Spring Days                   | Kang Dong Wook    | MBC        |                                  |                      |
| 2015       | House of Bluebird                | Kim Ji Wan        | KBS2       |                                  | [ 18 ]               |
| 2017       | Naked Fireman                    | Kang Chul-soo     | KBS2       |                                  |                      |
| 2017       | Forest of Secrets                | Seo Dong-jae      | tvN        |                                  |                      |
| 2017       | Han Yeo-Reum's Memory            | Park Hae-joon     | JTBC       |                                  |                      |
| 2017       | Chief B and the Love Letter      |                   | tvN        | Drama Stage - cameo              |                      |
| 2018       | A Poem a Day                     | Dr. Ye Jae-wook   | tvN        |                                  |                      |
| 2018       | Are You Human Too?               | Ji Young-hoon     | KBS2       |                                  |                      |
| 2018       | Life                             | Park Jin-young    | tvN        |                                  | [ 19 ]               |
| 2019       | Designated Survivor: 60 Days     | Oh Young-seok     | tvN        |                                  |                      |
| 2019       | The Lies Within                  | Jeong Sang-hoon   | OCN        |                                  |                      |
| 2020       | 365: Repeat the Year             | Det. Ji Hyung-joo | MBC        |                                  |                      |
| 2020       | Forest of Secrets 2              | Seo Dong-jae      | tvN        |                                  | [ 20 ]               |
| 2021       | Dark Hole                        | Yoo Tae-han       | OCN        |                                  |                      |
| 2021       | Secret Royal Inspector Joy       | Príncipe heredero | OCN        | Aparición especial - 5 episodios | [ 21 ]               |
| 2021, 2022 | Our Beloved Summer               | Jang Do-yul       | SBS        | Aparición especial - 5 episodios |                      |
| 2023       | The Secret Romantic Guesthouse   | Sang-seon         | SBS        |                                  | [ 22 ] [ 23 ]        |
| 2024       | Dongjae, the Good or the Bastard | Seo Dong-jae      | TVING, tvN |                                  | [ 24 ] [ 25 ] [ 26 ] |
| 2025       | Exploradora del amor             | Yoo Eun-ho        | SBS        |                                  | [ 27 ] [ 28 ] [ 29 ] |
| 2025       | Sin piedad para nadie            | Nam Ki-seok       | Netflix    | Aparición especial               | [ 30 ]               |

### Películas
| Año  | Título                                | Personaje             | Notas         |
| ---- | ------------------------------------- | --------------------- | ------------- |
| 2009 | No Mercy                              |                       |               |
| 2009 | Fortune Salon                         | Ho Jun                | [ 31 ]        |
| 2010 | I Saw the Devil                       | Agente de NIS         |               |
| 2012 | The Peach Tree                        |                       | (cameo)       |
| 2016 | Two Rooms, Two Nights                 | dueño de la cafetería | (cameo)       |
| 2017 | Along with the Gods: The Two Worlds   | Teniente Park         | [ 32 ]        |
| 2018 | Midsummer                             | Han Jung-woo          | [ 33 ]        |
| 2018 | Along with the Gods: The Last 49 Days | Teniente Park         | [ 34 ]        |
| 2019 | No Mercy                              | Han Jung-woo          |               |
| 2019 | Baseball Girl                         | Choi Jin-tae          |               |
| 2023 | The Roundup: No Way Out               | Joo Seong-cheol       | [ 35 ]        |
| 2024 | Firefighters                          | Song Ki-cheol         | [ 36 ] [ 37 ] |

### Programas de televisión
| Año        | Título              | Canal | Notas                  |
| ---------- | ------------------- | ----- | ---------------------- |
| 2011       | Carried by the Wind | MBC   | miembro                |
| 2014, 2015 | Hello Counselor     | KBS2  | Invitado, Ep. 187, 212 |

### Presentador
| Año  | Evento                   | Notas               |
| ---- | ------------------------ | ------------------- |
| 2018 | 54th Baeksang Arts Award | junto a Jeong Yu-mi |

### Apariciones en videos musicales
| Año  | Canción       | Artista |
| ---- | ------------- | ------- |
| 2006 | «I Will Wait» | Typhoon |
| 2010 | «Love Bear»   | KCM     |

### Revistas / sesiones fotográficas
| Año  | Título      | Notas  |
| ---- | ----------- | ------ |
| 2020 | GQ Magazine | [ 39 ] |

## Premios y nominaciones
| Año  | Premio                      | Categoría                                                | Trabajo                                            | Resultado | Ref.                 |
| ---- | --------------------------- | -------------------------------------------------------- | -------------------------------------------------- | --------- | -------------------- |
| 2008 | SBS Drama Awards            | Nuevo artista                                            | First Wives' Club                                  | Ganador   |                      |
| 2009 | KBS Drama Awards            | Premio a la excelencia, Actor en Serie drama             | Three Brothers                                     | Nominado  |                      |
| 2011 | SBS Drama Awards            | Premio a la excelencia, Actor en drama especial          | City Hunter                                        | Nominado  |                      |
| 2012 | KBS Drama Awards            | Premio a la excelencia, Actor en serie corta             | Man from the Equator                               | Nominado  |                      |
| 2019 | Korea Drama Award           | Male Excellence Award                                    | Designated Survivor: 60 Days                       | Nominado  | [ 40 ]               |
| 2020 | 5th Asia Artist Award       | Best Acting Award                                        | Designated Survivor: 60 Days y Forest of Secrets 2 | Ganador   | [ 41 ] [ 42 ] [ 43 ] |
| 2020 | 39th MBC Drama Award        | Premio a la excelencia, actor en serie de lunes y martes | 365: Repeat the Year                               | Ganador   | [ 44 ]               |
| 2025 | 61.os Premios Baeksang Arts | Mejor actor (televisión)                                 | Dongjae, the Good or the Bastard                   | Nominado  | [ 45 ] [ 46 ]        |